# Sechiopsis triquetra
Sechiopsis triquetra là một loài thực vật có hoa trong họ Cucurbitaceae.

## Lịch sử phân loại
Loài này được Nicolas Charles Seringe (1776-1858) mô tả dưới danh pháp Sicyos triqueter, theo thông tin mà Seringe ghi trong đó là dựa theo bản thảo sách Florae Mexicanae của Martín Sessé y Lacasta (1751-1808) và José Mariano Mociño (1757-1820), được in tại trang 309 quyển 3 sách Prodromus Systematis Naturalis Regni Vegetabilis của Augustin Pyramus de Candolle năm 1828.
Năm 1866, Charles Victor Naudin mô tả chi Sechiopsis và chuyển nó sang như là loài duy nhất của chi này với danh pháp Sechiopsis triquetra.
Người ta nghi ngờ rằng Seringe có nhìn thấy hình vẽ/mẫu vật gốc của Sessé và Mociño hay không. Ông đã được xem hình minh họa do de Candolle sao chép trước khi trả lại hình minh họa gốc cho Mociño (cùng với các hình vẽ khác của Sessé và Mociño). Mociño thu lại bản thảo năm 1817, ba năm trước khi Seringe tới chỗ làm việc của de Candolle tại Geneva. Các mẫu vật bản đúp của Sessé và Mociño được bán cho các phòng mẫu cây châu Âu trong giai đoạn từ năm 1814 tới năm 1828; tuy nhiên, không có mẫu vật nào của Sicyos triqueter xuất hiện trong phòng mẫu cây của de Candolle (như thể hiện trong các tấm hình chụp thu nhỏ IDC). Một dẫn chiếu trong Calques Fl. Mexique (1874) cho biết rằng mặc dù hình vẽ của Sicyos triqueter bị mất khỏi bản in, nhưng Seringe đã nhìn thấy bản sao của Candolle năm 1828.
Do Seringe dường như đã sử dụng hình minh họa mà de Candolle có để viết phần mô tả của mình, nên nó có thể coi nó là mẫu vật gốc; tuy nhiên ông lại trích dẫn bản thảo của Sessé và Mociño như là nguồn của mình. Hình minh họa Sicyos triqueter của de Candolle dường như đã mất khỏi phòng mẫu cây tại Geneva và đơn vị phân loại này đã không được đưa vào trong các minh họa đúp do de Candolle cấp phát năm 1874 trong Calques Fl. Mexique. Trong nhiều năm, người ta cho rằng hình minh họa gốc của Sessé và Mociño đã mất, nhưng mãi sau này nó mới lại được tìm thấy và hiện nay là một phần của bộ sưu tập Torner tại Viện Tài liệu Thực vật học Hunt (xem hình minh họa tại Số 1152: Sicyos triquetra Sp. N., Sessé, M., Mociño, M., Drawings from the Spanish Royal Expedition to New Spain (1787–1803) (Torner collection, Hunt Institute, Pittsburgh, U.S.A.) (1787-1803)).
Mặc dù Seringe dường như không được nhìn thấy hình minh họa gốc, nhưng ông đã sử dụng tên do Mociño chỉ định và là tên xuất hiện trên hình vẽ gốc. Phần kết thúc của tính từ định danh loài là hơi khác biệt, với triqueter của Seringe và triquetra của Mociño, nhưng không rõ đây là do mục đích có chủ ý hay chỉ là sự thay đổi chính tả. Cho dù là thế này hay thế kia thì tên gọi được đặt là gắn liền với minh họa gốc của Sessé và Mociño.
Trang 170 sách Plantae Novae Hispaniae của Sessé và Mociño in năm 1890 ghi nhận danh pháp Sicyos triquetra, giống như hình minh họa sau này mới tìm thấy, trong khi sách Flora Mexicana in năm 1892-1896 lại không có thông tin về bất kỳ loài Sicyos nào khác, ngoại trừ Sicyos microcarpus và Sicyos angulata.

## Từ nguyên
Tính từ định danh triquetra là từ Latinh giống cái để chỉ hình ba phần/ba góc, giống đực và giống trung tương ứng là triquetrus và triquetrum. Vì thế, trong phần danh pháp đồng nghĩa, Plants of the World Online đã chỉnh Sicyos triqueter thành Sicyos triquetrus.

## Phân bố
Loài bản địa Mexico.